# Stazione di Poggio Mirteto
Stazione di Poggio Mirteto vasútállomás Olaszországban, Poggio Mirteto településen.

## Vasútvonalak
Az állomást az alábbi vasútvonalak érintik:
- Firenze–Róma-vasútvonal

## Kapcsolódó állomások
A vasútállomáshoz az alábbi állomások vannak a legközelebb:
- Stazione di Fara Sabina-Montelibretti (Stazione di Fiumicino Aeroporto, FL1)
- Stazione di Gavignano Sabino (Stazione di Orte, FL1)